# 姚文蔚
姚文蔚（1564年—？），字元素，號養谷，浙江杭州府錢塘縣人，寄籍順天武功中衛，明朝政治人物。

## 生平
萬曆十九年（1591年）辛卯科浙江鄉試第七十四名舉人。萬曆二十年（1592年）聯捷壬辰科三甲一百二十三名進士，禮部觀政，改翰林院庶吉士，二十二年授兵科給事中，巡视十庫，二十三年准养病。二十六年補兵科，本年巡视皇城，二十七年升户科右，本年巡视十庫，二十八年与编修楊繼禮江西主考，二十九年升吏科左，本年十月升户科都，三十六年仕至南京太僕寺少卿，三十九年考察。

## 家族
曾祖姚福，恩授冠带；祖父姚鉞，封南刑部主事；父姚良弼，乙未進士，雲南按察司副使，恩诏致仕。前母张氏，嫡母龐氏，俱贈孺人；生母蕭氏，贈孺人。永感下。兄姚臺（省祭）、姚文學。子士纪、士维、士纯、士統。